# Ray Bassil
Ray Bassil (20 de outubro de 1988) é uma atiradora esportiva libanesa, especialista na fossa olímpica.

## Carreira

### Rio 2016
Ray Bassil representou seu país nas Olimpíadas de 2016, ficando na 14º colocação na fossa olímpica, fora das finais.